# Ótohán

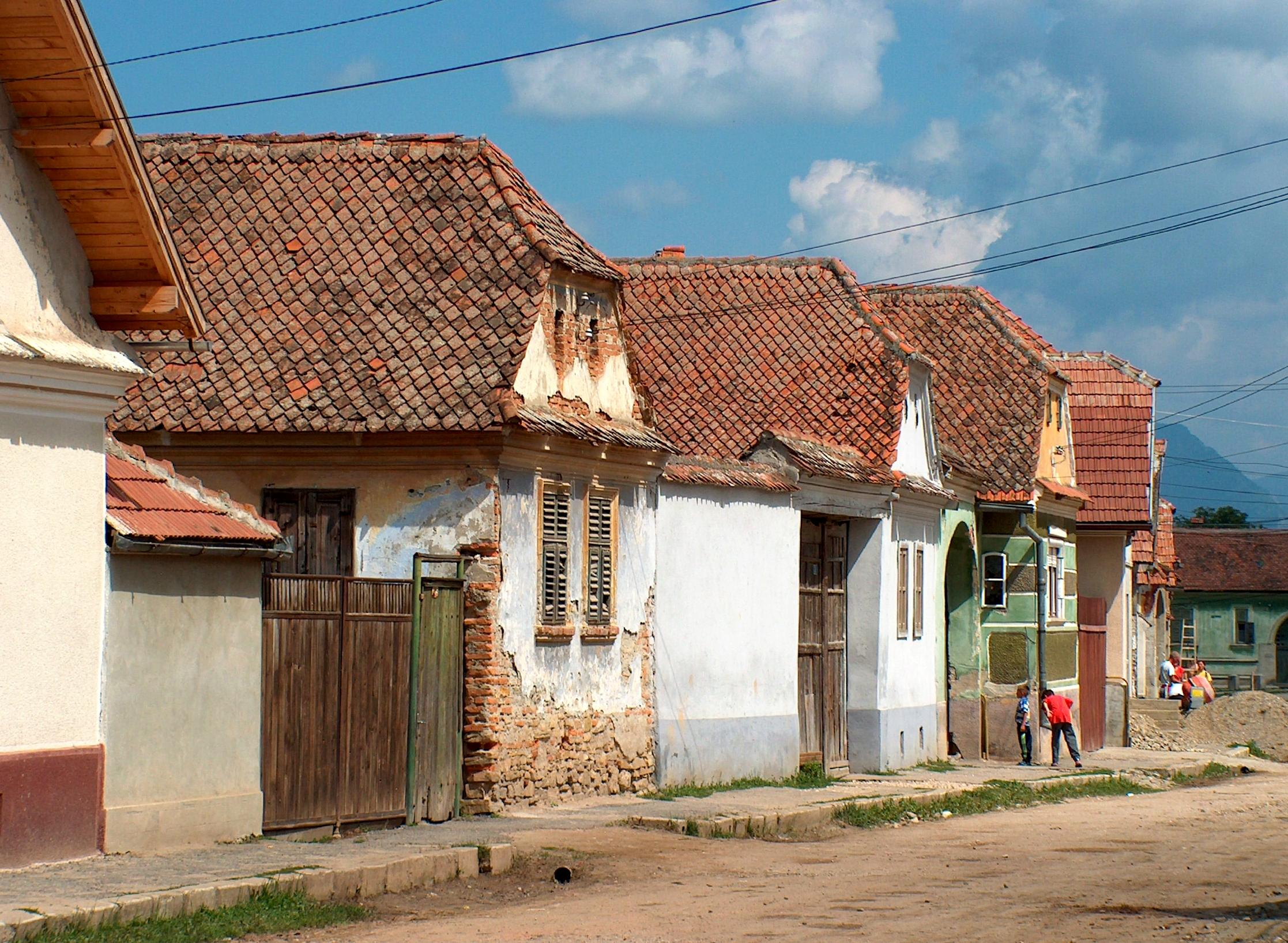

Ótohán (románul: Tohanu Vechi, németül: Alttauchen) 1964-ben Zernesthez csatolt, de a várossal össze nem épült egykori település Romániában, Erdélyben, Brassó megyében, a Barcaságban.

## Fekvése
Barcarozsnyótól kilenc kilométerre délnyugatra, a Barca jobb partján, a Persányi-hegységhez tartozó 848 méter magas Coastei-csúcs lábánál fekszik.

## Nevének eredete
Nevének forrása valószínűleg egy a görög Τύχωυ alakra visszamenő román Tohan személynév. 1294-ben Tohou sive Olahteleky, 1395-ben Toha, 1409-ben Tucha, 1414-ben Thuhan, 1427-ben Twhon, 1467-ben Tholan, 1760–62-ben Tohan, 1808-ban Ó-Tohány, Alt-Tauchen és Tohánvety alakban írták.

## Története
Az oklevelek alapján az első barcasági román település. Kezdetben a törcsvári uradalomhoz tartozott. Plájásai (a tiltott csempészösvényeket felügyelő határőrök) a bucsecsi ösvényekre vigyáztak. 1395-ben Luxemburgi Zsigmond király Brassó városának adományozta. 1421-ben a törökök fölégették. 1490-ben 45 telekből állt.
Fazekasairól már 1564-ben megemlékezett a brassói fazekascéh a zernyesti és rozsnyói, céhen kívüli román fazekasokkal együtt. 1619-ben Micul Bucur toháni fazekasnak megengedték, hogy portékáit havonta egyszer a brassói vásárban árusítsa. 1765-ben fazekasai is Újtohánba költöztek és ott folytatták tovább mesterségüket.
A zernyesti csata előjátékaként a Thökölyvel a havasokon átkelt tatárok 1690 augusztusában felgyújtották. A Heissler császári altábornagy parancsnoksága alatt harcoló Constantin Bălăceanu havasalföldi bojár két zászlóaljnyi magyar és havasalföldi katonával kikergette a tatárokat a faluból. Brassó városa 1706-ban elzálogosította Constantin Brâncoveanunak. Ortodox iskolájára az első adat 1731-ből való.
1765-ben Siskovics József altábornagy a határőrségtől ódzkodó és vallásukhoz ragaszkodó ótohániakat, 156 családot elkergette a faluból. Ezek közül 119 család 1769-ben, régi falujuktól néhány kilométerre délkeletre megalapította Újtohánt. További tizenhat család Zernyestre, tizenhárom Törcsvár felső részére, hét pedig Barcarozsnyóba költözött. Helyükre a hatóságok Orlát vidéki, görögkatolikus családokat telepítettek be, a települést pedig az újonnan felállított határőrvidékhez csatolták. A teljes lakosságcsere a falu gazdasági profilját is megváltoztatta: a fazekasok elhagyták, új lakói pedig nem vettek részt a transzhumáló juhászatban – 1895-ben 1377 szarvasmarha mellett csupán 236 juhot tartottak.
1770–71-ben új lakói közül 212-en haltak meg pestisben. 1810-ben a bolgárszegi Ioan Boghici posztómanufaktúrát, 1832-ben gyapotfestő műhelyet, később Ioan Jippa kallómalmot és gyertyaöntő manufaktúrát létesített.
A határőrezred megszüntetése és a vasút megépülése közötti időszak a fuvarozás virágkorát jelentette. Az 1880-as években a vámháború elvette a fuvarosok kenyérkeresetét, és 254 ótoháni vándorolt ki Romániába. 1892-ben a településen is megépült a vasút.
1956-ban rövid időre hozzácsatolták Újtohánt, majd 1964-ben Zernesthez csatolták.
1910-ben 1657-en lakták, közülük 1607 volt román, 31 magyar és 19 német anyanyelvű; 1533 görögkatolikus, 75 ortodox, 19 evangélikus, 17 római katolikus és 9 református vallású.

## Nevezetességei
- Ortodox, volt görögkatolikus temploma 1841-ben épült. 1912-ig az ótoháni parókiához tartoztak a brassói görögkatolikus hívek.[5] Még 1841-ben itt tartotta esküvőjét George Bariț. A görögkatolikus vallású lapszerkesztő ekkoriban Brassóban élt és Zernesten gazdálkodott, de egyik településen sem volt görögkatolikus templom.

## Gazdasága
- A Tohan fegyvergyárat 1938-ban Nicolae Malaxa iparmágnás alapította. Az 1950-es évektől fegyvereken kívül kerékpárokat és motorkerékpárokat, az 1960-as évektől gépalkatrészeket is gyártott.[6] Aknák, gránátok, nyomjelző lövedékek és rakétavetők mellett bicikliket és motorbicikliket gyárt. Szakmunkásképző iskola is tartozik hozzá.

## Híres emberek
- Itt született 1877-ben Gheorghe Stoica író, a Tribuna és a Lupta szerkesztője.
- Itt született 1938-ban Buna Konstantin Magyarországon élő festőművész.
- Itt született 1950-ben Gheorghe Crăciun író.